# Grewia villosa
Grewia villosa är en malvaväxtart som beskrevs av Carl Ludwig von Willdenow. Grewia villosa ingår i släktet Grewia och familjen malvaväxter. Inga underarter finns listade i Catalogue of Life.

## Bildgalleri

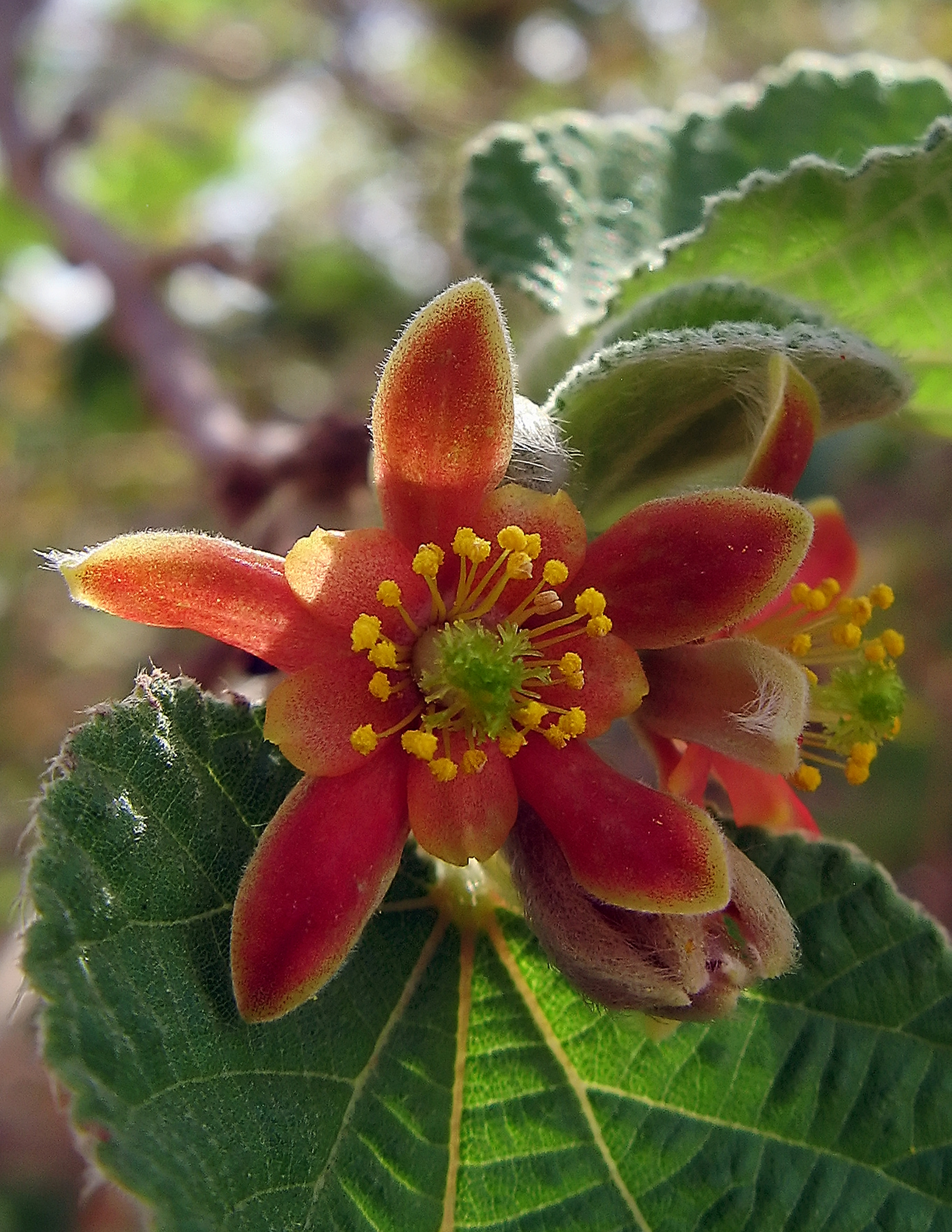